# Roseți
Roseți is een Roemeense gemeente in het district Călărași.
Roseți telt 5976 inwoners.